# ЦНИИСМ
Открытое акционерное общество «Центральный научно-исследовательский институт специального машиностроения» (ранее Государственное предприятие «Центральный научно-исследовательский институт специального машиностроения») — ведущее российское предприятие в области проектирования и производства конструкций из современных полимерных композитных материалов для ракетно-космической техники, транспортного, энергетического, нефтехимического машиностроения и других отраслей.

## История
Предприятие было создано 6 мая 1963 г. как самостоятельное специальное конструкторское бюро по разработке и изготовлению из полимерных композиционных материалов различных конструкций и деталей для ракет. В дальнейшем было реорганизовано в Центральный научно-исследовательский институт специального машиностроения.
Начиная с 1968 года, предприятие выполняет роль головной организации в отрасли по разработке конструкций из пластических масс для изделий оборонной техники. Все работы, связанные с вооружением и военной техникой, контролируются 455 Военным представительством Минобороны России.
Вклад ОАО «ЦНИИСМ» в создание изделий оборонной и ракетной техники отмечен орденами Октябрьской Революции и Трудового Красного Знамени.
Руководители
- В. Д. Протасов

Известные сотрудники
- В. В. Васильев — академик РАН, зам главного конструктора ЦНИИСМ.

## Деятельность
Основные направления научно-технической и производственной деятельности института:
- научно-исследовательские, опытно-конструкторские, проектные работы по созданию конструкций специального назначения, вооружения и военной техники из полимерных композиционных и других неметаллических материалов;
- организация производства и серийный выпуск изделий специального назначения;
- ремонт и утилизация созданных изделий;
- разработка полимерных композиционных материалов и технологии их переработки;
- создание специализированного оборудования по изготовлению и испытанию конструкций из композиционных материалов.

Издает журнал «Вопросы оборонной техники». 

## Продукция
Основные конструкторские и технологические разработки:
- Сосуды и баллоны высокого давления;
- Сетчатые конструкции;
- Корпуса транспортных и пусковых контейнеров;
- Раструбы;
- Специальные стеклопластиковые изделия;
- Амортизаторы;
- Методы изготовления конструкций;
- Стендовое и испытательное оборудование для отработки изделий.

Продукция предприятия используется при создании РН Протон, РН Ариан, космических аппаратов и т. д.